# ゼメリング峠
ゼメリング峠（ゼメリングとうげ、英語: Semmering Pass）はオーストリアの南東部にある峠で、ニーダーエスターライヒ州とシュタイアーマルク州の境になっている。
アルプス山脈の最東端に当たる北石灰岩アルプス山脈（en:Northern Limestone Alps）中にあり、海抜は965 mである。

## 概要
首都ウィーンからオーストリア第2の都市・グラーツへ行く道筋の要衝で、またそこからスロベニアの第2の都市・マリボルへ行き、それを経由して首都・リュブリャナとイタリアのトリエステへ、クロアチアの首都・ザグレブへ達する道すがらにある。
この峠をアルプス山脈越えの初めての鉄道・ゼメリング鉄道が1854年に敷かれて、これは現在世界遺産になっている。
普通道路に加えて、最近は高速道路（Autobahn A2）も通っている。

## 参照項目
- ゼメリング鉄道
- アルプス山脈